# Moritz Zander
Moritz Zander (* 4. Mai 1861 in Wien; † 13. Mai 1932 ebenda) war ein österreichischer Beamter.

## Leben
Als Sohn eines Fabrikanten geboren, besuchte Zander das Obergymnasium in Wien-Mariahilf. Er studierte Rechts- und Staatswissenschaften in Wien und Straßburg. Während seines Studiums wurde er 1882 Mitglied der Straßburger Burschenschaft Germania. Zander wurde an der Universität Wien zum Dr. iur. promoviert. Er wurde Konzeptspraktikant in der niederösterreichischen Statthalterei, arbeitete bei den Bezirkshauptmannschaften Neunkirchen und Horn. 1890 kam er ins Präsidialbüro der niederösterreichischen Statthalterei, wo er Statthaltereisekretär wurde. 1901 wurde er Leiter der Bezirkshauptmannschaft Unter-Gänserndorf. Von 1904 bis 1912 war er Bezirkshauptmann im Bezirk Hietzing-Umgebung. Er wurde zum Statthaltereirat befördert und übernahm in der niederösterreichischen Statthalterei das Referat für Landeskultur. Dort war er als Vorsitzender des Komitees für Überschwemmungsangelegenheiten in Wien und Mitglied der Donauregulierung tätig war. 1916 leitete er das Landwirtschaftsamt und organisierte den Approvisionierungsdienst für Wien und Niederösterreich. 1920 wurde er wirklicher Hofrat. Er trat als Statthaltereivizepräsident in den Ruhestand.
Zander war Träger zahlreicher Orden und Ehrenbürger von 18 Gemeinden Niederösterreichs. In Gänserndorf, Siebenhirten und Mauer wurden Straßen nach ihm benannt. In Wien die Zandergasse, in Perchtoldsdorf die Dr.-Moritz-Zander-Gasse. In Wien ist die Zanderbrücke nach ihm benannt.